# اچ‌دی ۲۰۲۲۵۹
اچ‌دی ۲۰۲۲۵۹ یک ستاره است که در صورت فلکی دلو قرار دارد.